# Komo (komuz jezik)
Komo jezik (ISO 639-3: xom; centralni koma, como, gokwom, hayahaya, koma of daga, madiin), nilsko-saharski jezik skupine komuz, podskupina koman, kojim govori 10 000 ljudi u Sudanu (1979 James) u provinciji Plavi Nil, i u Etiopiji 1 500 (Bender 1975).
Dijalekti beilla i chali iz Sudana možda su posebni jezici. U Etiopiji postoje dijalekti koma of begi, koma of daga. Nije isto što i koma [kmy] iz Kameruna.

## Vanjske poveznice
- Ethnologue (14th)
- Ethnologue (15th)